# 駐日ミャンマー大使館

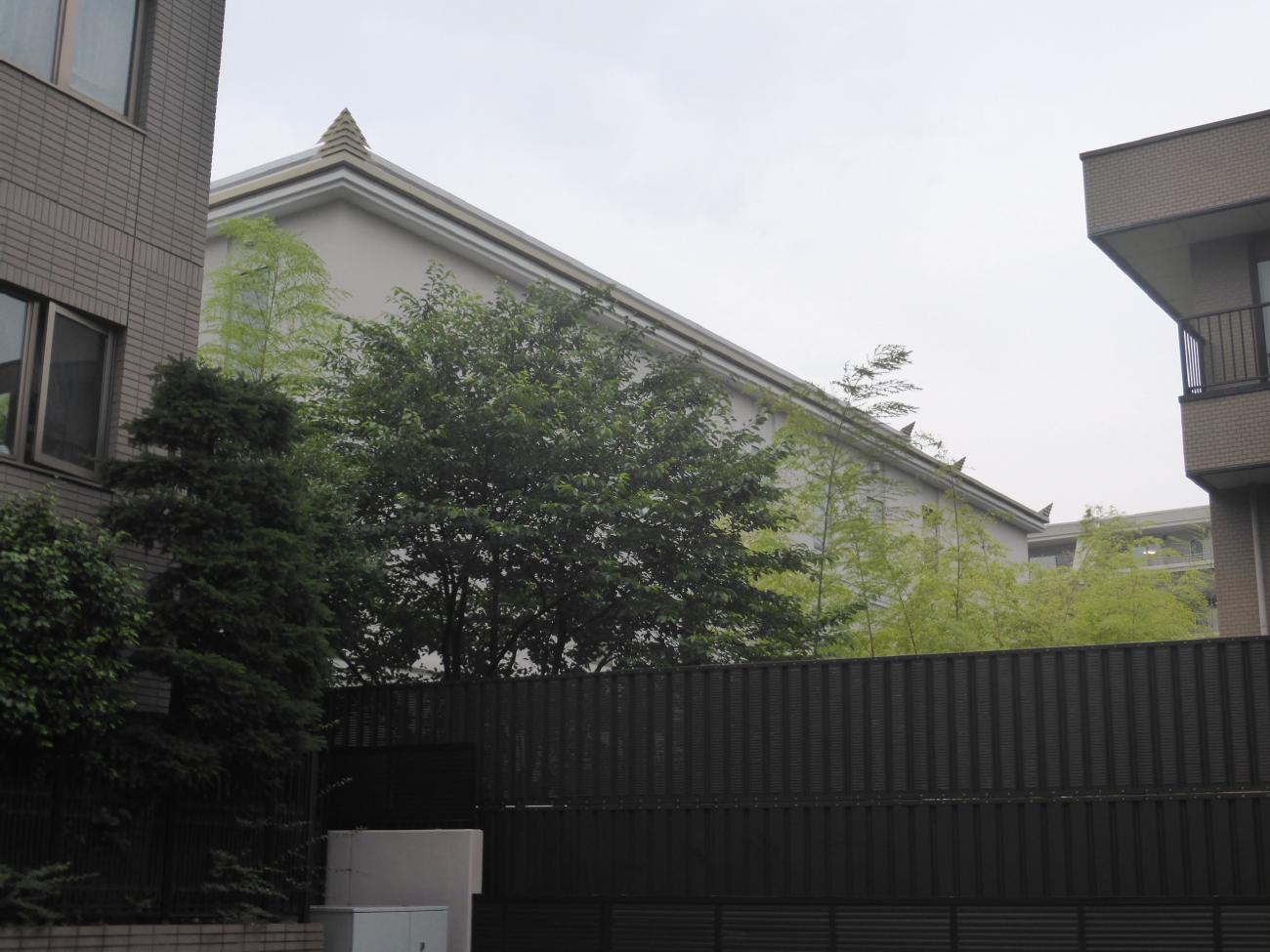
マンションに囲まれているミャンマー大使館

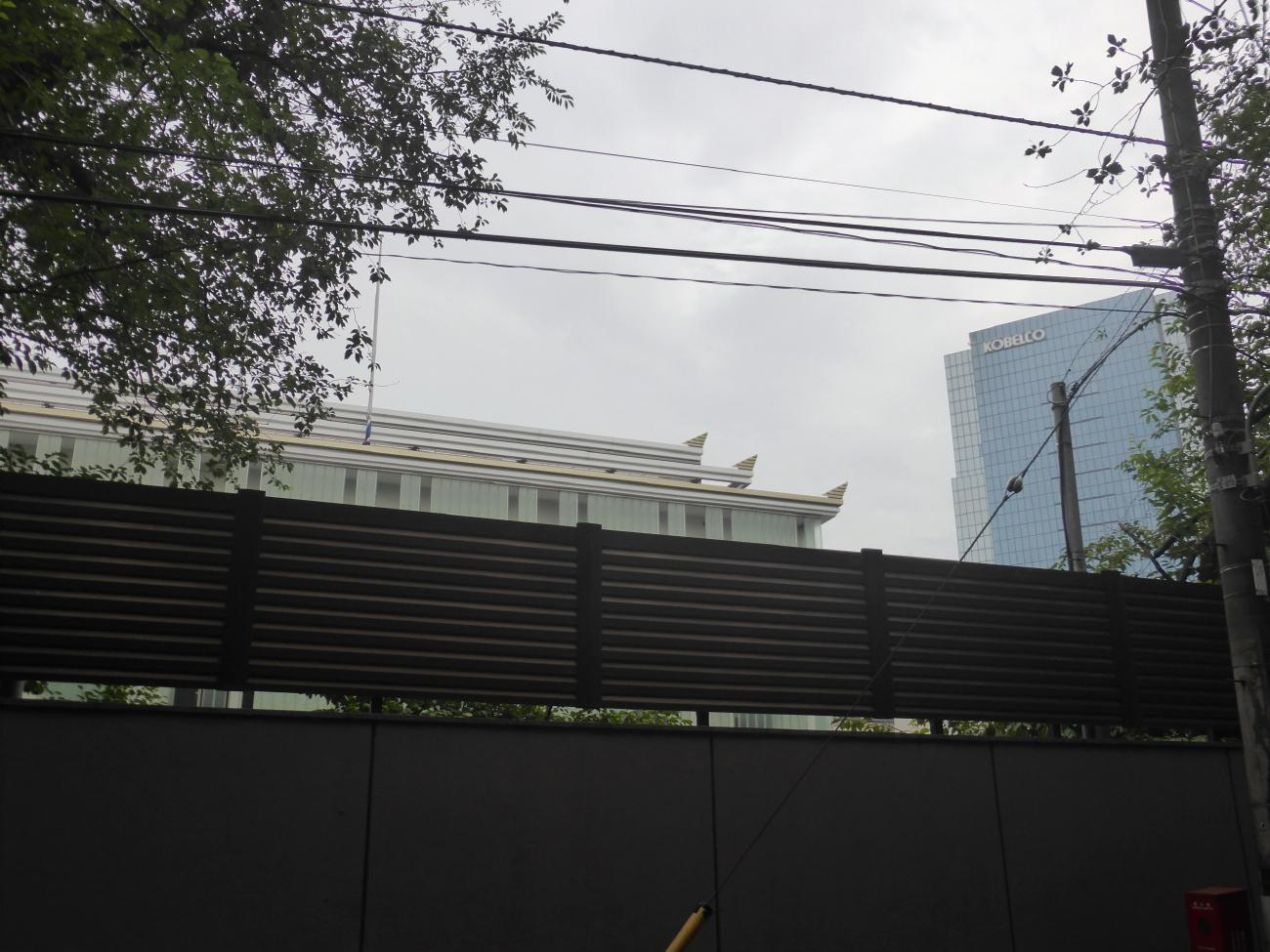
ミャンマー大使館と背後に見える神戸製鋼東京本社

駐日ミャンマー大使館（ビルマ語: ပြည်ထောင်စုသမ္မတမြန်မာနိုင်ငံတော်သံရုံး၊ တိုကျိုမြို့、英語: Embassy of Myanmar in Japan）は、ミャンマー（旧・ビルマ）が日本の首都東京に設置している大使館である。

## 歴史
第二次世界大戦中、現在の東京都品川区北品川3-3-2に相当する場所に駐日ビルマ大使館（英語: Embassy of Burma in Japan）が置かれていたが、米軍による東京大空襲で全焼した。その後、ビルマはイギリスに、日本はアメリカ合衆国に占領されて外交主権を喪失し、日緬両国間の大使交換も停止した。
日緬両国が再独立した後の1954年11月5日、当時ビルマの首都であったラングーン（現・ヤンゴン）で日本国とビルマ連邦との間の平和条約（日緬平和条約）が締結され、日本とビルマの両国が国交再開に合意した。1962年、ビルマが大使館の用地として土地を購入、取得する。1989年6月18日、ビルマが国名をミャンマーに改称して、これに伴い東京の大使館も駐日ミャンマー大使館と改称された。
旧ビルマ時代も含めてミャンマーでは国軍の政治力が山嶽より重く、文民大使の権限は鴻毛より軽い。1999年8月には、元香港総領事で1月に次期大使として東京に赴任して4月に信任状を捧呈したばかりの駐日大使キン・マウン・ティンが軍事政権幹部より「おしゃべりが過ぎて外交官として不適格」という極めて抽象的な理由で解任されている。後任者にはタン・シュエ上級大将の主治医を務めた軍医アウン・ナインが指名され、12月に皇居で信任状を捧呈した。
このため、1999年は二人の駐日ミャンマー大使が信任状を捧呈する珍しい年となった。
2016年、それまで品川御殿山に置かれていた旧大使館に代わって、北品川に株式会社入江三宅設計事務所の設計による新大使館が完成した。なお、同設計事務所は、在日ミャンマー人仏僧のバッダンタ・ニャーヌッタラ長老が指導する日本上座仏教修道会のシーマ（戒壇）・仏塔を設計したり、ヤンゴンに海外事務所を構えるなど、ミャンマーとの関わりが深い。
2016年1月25日、大使館でミャンマー独立記念日祝賀会及び駐日ミャンマー大使館新築記念式典が開催され、ワナ・マウン・ルイン外務大臣、トゥレイン・タン・ズィン大使、武藤容治外務副大臣らが出席して、着実な進展を見せる日緬両国の友好関係を祝った。
2021年2月1日にミャンマーで断行された事実上のクーデターを受けて、同年3月6日、駐日大使館に勤務するウ・アウン・ソー・モー一等書記官とドー・エインドラ・タン二等書記官が選挙に基づかない政権交代をフェイスブック上で公然と批難し、市民不服従運動（CDM）に合流することを宣言。遅くとも同年5月20日までに、大使館は軍事政権の正統性に異を唱えた両書記官の外交官資格を剥奪して大使館敷地内の住居から閉め出した。
2022年9月22日、来たる27日に実施予定の故安倍晋三国葬儀参列予定者を日本国外務省が発表したところ、国家行政評議会議長を含む軍事政権閣僚からの参列はなく、ミャンマーからは駐日大使館が参列する見込みであることが明らかとなった。9月27日、当初の予定通りソー・ハン大使および大使夫人が国葬に参列した。

## 所在地
| 日本語   | 〒140-0001 東京都品川区北品川4-8-26                  |
| 英語     | 4-8-26, Kita-shinagawa, Shinagawa-ku, Tokyo 140-0001 |
| アクセス | 京急本線北品川駅                                     |

## 大使
2020年12月17日より、ソー・ハンが特命全権大使を務めている。ソー・ハン大使は外務次官経験者である。
2019年から2020年にかけて駐日大使を務めていたミン・トゥも外務次官経験者であった。
また、2005年から2010年にかけて駐日大使を務めていたフラ・ミンは、離任後の2011年から2016年にかけてヤンゴン市長として奉職した。

## 著名な在勤者
- ミョー・タント・ペ - 第19代在中華人民共和国大使（中国語版、英語版）